# Ржевская улица (Санкт-Петербург)
Рже́вская улица — улица в Красногвардейском районе Санкт-Петербурга. Проходит от Капсюльного до Рябовского шоссе.

Памятный знак «Ржевский коридор» на Ржевской улице

## История
В конце XVIII века в месте поворота Рябовского шоссе на мызу Рябово (ныне — город Всеволожск) образовалась Ржевская слобода, по фамилии землевладельца В. Ф. Ржевского.
В конце XIX века была проложена железная дорога, в районе Ржевской слободы построена станция Ржевка.
В 1930-е годы Рябовское шоссе было проложено вдоль Ржевской трамвайной линии, а старая трасса была включена в состав шоссе Революции; в месте их пересечения образовалась Ржевская площадь. Однако уже в 1940-е годы большая часть старой трассы вошла в застройку Охтинского химкомбината, часть вошла в состав Капсюльного шоссе, а часть от Капсюльного до нового Рябовского шоссе осталась безымянной.
14 августа 1958 года центральную улицу бывшей Ржевской слободы и оставшуюся безымянную часть шоссе Революции объединили под названием Ржевская улица.
По Ржевской улице проходит небольшой отрезок мемориальной трассы «Ржевский коридор», созданной по концепции  архитектора В. С. Лукьянова к Сороковой годовщине Победы в Великой Отечественной войне в 1985 году.
Здесь, на углу улицы Красина, установлен памятный знак (стела) со словами «Ржевский коридор». Монумент аскетической формы опоясан барельефами изображающими сцены героического времени .
В 2008 году была построена развязка Рябовского шоссе и КАД, Ржевская улица оказалась отрезанной от Ржевской площади и стала сливаться с Рябовским шоссе на эстакаде.
В августе 2012 года, для введения одностороннего движения на Ржевской улице и Рябовском шоссе, было построено соединение бокового проезда Рябовского шоссе, ведущего к Ржевской площади, и Ржевской улицы.

## Транспорт
Ближайшая к Ржевской улице станция метро — «Ладожская» 4-й (Правобережной) линии, расстояние по прямой — около 6 км.

## Пересечения
- Капсюльное шоссе;
- улица Красина;
- Рябовское шоссе.

## Достопримечательности
- Поликлиника № 11
- Памятный знак «Ржевский коридор» (у пересечения с улицей Красина)